# Achim Tröster
Achim Tröster (* 31. Januar 1959 in Dortmund) ist ein ehemaliger deutscher Diplomat. Er war von 2017 bis 2021 Botschafter in Benin und von 2021 bis 2025 Botschafter in Bangladesch.

## Leben
Tröster trat nach dem Erwerb der Allgemeinen Hochschulreife an einem Gymnasium in Dortmund 1977 als Soldat auf Zeit in die Bundeswehr ein und begann im Anschluss 1979 ein Studium der Geschichte und der französischen Sprache an der Rheinischen Friedrich-Wilhelms-Universität Bonn, das er 1987 mit der Ersten Staatsprüfung für die Lehrämter für die Sekundarstufen I und II abschloss. Im Anschluss war er zwischen 1987 und 1990 Wissenschaftlicher Angestellter der Vereinigung zur Erforschung der Neueren Geschichte und begann danach 1990 seinen Vorbereitungsdienst für den höheren Auswärtigen Dienst. Nach Abschluss war er zwischen 1992 und 1993 zunächst im Auswärtigen Amt in Bonn tätig sowie daraufhin von 1993 bis 1995 Ständiger Vertreter des Botschafters in der Demokratischen Republik Kongo, ehe er zwischen 1995 und 1998 an der Botschaft in Spanien tätig war.
Nachdem Tröster von 1998 bis 2001 als Referent im Auswärtigen Amt war, fungierte er zwischen 2001 und 2004 als Ständiger Vertreter des Botschafters in Bosnien und Herzegowina sowie von 2004 bis 2007 als stellvertretender Referatsleiter im Auswärtigen Amt. Danach war er zwischen 2007 und 2009 Chef des Protokolls in der Staatskanzlei von Rheinland-Pfalz sowie von 2009 bis 2011 Mitarbeiter der Ständigen Vertretung Deutschlands bei den Vereinten Nationen in Genf. Nach seiner Rückkehr war er zwischen 2011 und 2014 wieder im Auswärtigen Amt in Berlin tätig und zwar unter anderem von 2011 bis 2013 als Sonderkoordinator der Geberunterstützungsgruppe für das UN-Amt für die Koordinierung humanitärer Angelegenheiten (OCHA), ehe er von 2014 bis 2017 Ständiger Vertreter des Botschafters in Rumänien war.
2017 löste Tröster Walter von den Driesch als Botschafter der Bundesrepublik Deutschland in Benin ab. Dort wurde er im Juli 2021 von Michael Derus abgelöst und wechselte als Botschafter nach Bangladesch. Zum 1. Juli 2025 trat er in den Ruhestand.
Achim Tröster ist verheiratet und Vater eines Kindes.